# The Man Who Came to Be Dinner
«The Man Who Came to Be Dinner» (укр. «Людина, яка прийшла, аби стати вечерею») — десята серія двадцять шостого сезону мультсеріалу «Сімпсони», прем'єра якої відбулась 4 січня 2015 року у США на телеканалі «Fox».

## Сюжет
Сімпсони вирушають у «Діз-Ні-Ленд». Після тривалого перебування там їм нічого не до вподоби з того, що вони відвідують. Вони спробувати «Ракету до Вашої загибелі» — щойно відкритий атракціон без черги, якого не було на карті.
Коли вони заходять, то ракета одразу перетворюється на космічний корабель. Спочатку сім'я скептично ставиться до цього, але на екрані з'являються з Канг і Кодос, які повідомляють, що їх відправляють на їх рідну планету Ріґель 7.
Канг і Кодос демонструють планету Сімпсонам у гігантській клітці для домашніх тварин. Після чого їх ув'язнюють у зоопарку. Через деякий час їм повідомляють, що вони повинні вибрати одного з них, щоб повечеряти в ритуалі. Всі голосують за Гомера (навіть він, побачивши інші голоси, замінює свій голос на свою «користь»).
Коли Гомер вже одягнений у беконну білизну і готовий до свого поїдання, його несподівано рятують деякі ріґельці-хіпі, які вважають, що їсти інші чутливі види неправильно. Після гамірної вечірки Гомер сідає на інший космічний корабель, який задовольняє всі бажання. Однак, він розуміє, що не буде насолоджуватися цим без своєї сім'ї і повертається, щоб їх врятувати.
Тим часом ріґельці вирішують з'їсти решту Сімпсонів, і подають їх на гігантських тарілках з салатом та помідорами. Після того Гомер пропонує знову себе з'їсти, його кладуть на подібну тарілку. Однак, коли ріґельська королева з'їдає відрубаний зад Гомера, то отруюється шкідливим вмістом через нездорове харчування у фаст-фудах, яке вони всі ведуть (навіть Ліса-вегетиріанка складається з формальдегідів). Ріґельська королева гине від отрути.
Після смерті королеви ріґелійці відправляють Сімпсонів назад на Землю на космічному кораблі. Вони взяли курс, але після дзвінка діда Сімпсона, сім'я вирішує летіти куди завгодно, крім дому…
У сцені під час титрів показано нарізку пригод Сімпсонів — пародію на «Зоряний шлях»…

## Виробництво
Сценарист серії Девід Міркін встановив новий рекорд як сценарист з найбільшою перервою. Попередня серія (і єдина до того часу) Міркіна — 15 серія 5 сезону «Deep Space Homer», що вийшла 1994 року, за 20 років до виходу цієї серії. Цікаво, що попередній рекорд було встановлено у попередній серії Елом Джіном.
Водночас, режисер серії Девід Сільверман так само встановив рекорд з найбільшою перервою як режисер — 8 років (після серії «Treehouse of Horror XVII»).
Спочатку серія мала вийти 19 травня 2013 року як фінальна серія 24 сезону. Однак, серію було затримано на 1,5 роки, а серія «Dangers on a Train» стала фіналом 24 сезону.
Перед виходом епізоду сценаристи Ел Джін і Девід Міркін пояснили, що «The Man Who Came to Be Dinner» певний час розглядався як потенційний сюжет для другого фільму про Сімпсонів. Джін нагадав, що раніше так само як потенційний фільм розглядався епізод «Kamp Krusty». Причиною відмови від цієї ідеї те, що потенційний фільм вважався б «не канонічним» із серіалом, і потенційно негативною була б і вирішення цього через ефект «стирання пам'яті» у розв'язці сюжету.

## Цікаві факти і культурні відсилання
- Наприкінці серії «I Won't Be Home for Christmas», яка вийшла 7 грудня 2014 року (під час прем'єрної та міжнародної трансляцій) було показано анонс серії «The Man Who Came to Be Dinner».

## Ставлення критиків і глядачів
Під час прем'єри серію переглянули 10,62 млн осіб з рейтингом 4.7, що зробило її найпопулярнішим шоу тієї ночі і найпопулярнішою серією 26 сезону.
Денніс Перкінс з «The A.V. Club» дав серії оцінку D+, критикуючи нереалістичний характер серії. Він додав: «Було б набагато простіше довести, що „Сімпсони“ все ще мають цінність, якби люди, які стоять за шоу, не було байдуже. Однак „The Man Who Came to Be Dinner“ є продуктом такої ляпасливої, легкої зневаги, що робить „Сімпсонів“ „Сімпсонами“…»
Водночас, Тоні Сокол з «Den of Geek» дав серії чотири з половиною з п'яти зірок, сказавши, у серії є «особлива родзинка».
Згідно з голосуванням на сайті The NoHomers Club більшість фанатів оцінили серію на 4/5 із середньою оцінкою 3,16/5.